# زنگلان (ارومیه)
زنگلان، روستایی است از توابع بخش سیلوانه و در شهرستان ارومیه استان آذربایجان غربی ایران.

## جمعیت
این روستا در دهستان دشت قرار داشته و بر اساس سرشماری سال ۱۳۸۵ جمعیت آن ۳۳۰ نفر (۵۴ خانوار)
بوده است.